# Robert Pirès
Robert Emmanuel Pirès (født 29. oktober 1973 i Reims, Frankrig) er en tidligere fransk fodboldspiller, der senest spillede for den engelske Premier League-klub Aston Villa F.C.
Pirès startede sin professionelle karriere i franske FC Metz, hvor han spillede mellem 1992 og 1998. Herefter skiftede han til storklubben Olympique Marseille, hvor han spillede to sæsoner inden han af den franske manager Arsène Wenger blev købt til Arsenal FC i England. I London-klubben var han med til at vinde to engelske mesterskaber i 2002 og 2004, samt hele tre FA Cup-titler, i 2002, 2003 og 2005. I FA-Cup finalen i 2003 mod Southampton blev han matchvinder i Arsenals 1-0 sejr.
I 2006 forlod Pirès Arsenal og skiftede til den spanske La Liga-klub Villarreal CF, hvor han var tilknyttet frem til november 2010. Her skiftede han tilbage til engelsk fodbold, og skrev kontrakt med Aston Villa.

## Landshold
Pirès var som spiller med til at fejre to af de største triumfer for Frankrigs fodboldlandshold, verdensmesterskabet i 1998, og EM-titlen i 2000. I alt nåede han at spille 79 landskampe og score 14 mål, inden han i 2004 stoppede på landsholdet.

## Landsholdstitler
VM i fodbold
- 1998 med Frankrig

EM i fodbold
- 2000 med Frankrig

Confederations Cup
- 2001 og 2003 med Frankrig

## Klubtitler
Premier League
- 2002 og 2004 med Arsenal

FA Cup
- 2002, 2003 og 2005 med Arsenal